# SIC Novelas
SIC Novelas é um canal de televisão português, pertencente à SIC. Foi lançado a 14 de março de 2023 como uma plataforma digital de streaming de televisão via streaming gratuita suportada por anúncios inserida na OPTO. A 1 de outubro de 2024, passou a ser um canal de cabo presente no MEO, NOS e Vodafone.
Contém, durante 24 horas, algumas das telenovelas e séries da SIC na sua programação. Toda a programação foi interrompida e reiniciada aquando da mudança de emissora em outubro de 2024 e, para além das telenovelas e séries, o canal passou também a emitir o programa E-Especial.

## Telenovelas por ordem de exibição
| N.º              | Título                         | Estreia                 | Temporada(s)                | Estado           |
| Exibição na OPTO | Exibição na OPTO               | Exibição na OPTO        | Exibição na OPTO            | Exibição na OPTO |
| ---------------- | ------------------------------ | ----------------------- | --------------------------- | ---------------- |
| 1                | Lua Vermelha                   | 14 de março de 2023     | 1 temporada, 180 episódios  | Terminada        |
| 2                | Floribella                     | 14 de março de 2023     | 2 temporadas, 458 episódios | Interrompida     |
| 3                | Laços de Sangue                | 14 de março de 2023     | 1 temporada, 322 episódios  | Terminada        |
| 4                | Amor Maior                     | 14 de março de 2023     | 2 temporadas, 368 episódios | Terminada        |
| 5                | Mother                         | 7 de maio de 2023       | 1 temporada, 85 episódios   | Terminada        |
| 6                | Simona                         | 20 de junho de 2023     | 1 temporada, 154 episódios  | Terminada        |
| 7                | Pobre Menino Rico              | 24 de julho de 2023     | 1 temporada, 62 episódios   | Terminada        |
| 8                | Mãe Coragem                    | 25 de setembro de 2023  | 1 temporada, 93 episódios   | Terminada        |
| 9                | Querida Filha                  | 20 de novembro de 2023  | 1 temporada, 92 episódios   | Terminada        |
| 10               | Rosa Fogo                      | 1 de janeiro de 2024    | 1 temporada, 225 episódios  | Interrompida     |
| 11               | The Light of Hope              | 12 de fevereiro de 2024 | 1 temporada, 105 episódios  | Interrompida     |
| Exibição no cabo |                                |                         |                             |                  |
| 1                | Lua Vermelha                   | 1 de outubro de 2024    | 1 temporada, 180 episódios  | Terminada        |
| 2                | Espelho d'Água                 | 1 de outubro de 2024    | 1 temporada, 323 episódios  | Em exibição      |
| 3                | Amor Maior                     | 1 de outubro de 2024    | 2 temporadas, 368 episódios | Em exibição      |
| 4                | Rosa Fogo                      | 1 de outubro de 2024    | 1 temporada, 225 episódios  | Terminada        |
| 5                | Coração d'Ouro                 | 1 de outubro de 2024    | 1 temporada, 352 episódios  | Terminada        |
| 6                | Pai Herói                      | 1 de outubro de 2024    | —                           | Terminada        |
| 7                | Paixão (telenovela portuguesa) | 24 de março de 2025     | 2 temporadas, 344 episódios | Em exibição      |
| 8                | Floribella                     | 31 de março de 2025     | 2 temporadas, 458 episódios | Em exibição      |
| 9                | Podia Acabar o Mundo           | 5 de maio de 2025       | 1 temporada, 181 episódios  | Em exibição      |
| 10               | Golpe de Sorte                 | 2 de junho de 2025      | 4 temporadas, 238 episódios | Em exibição      |
| 11               | Laços de Sangue                | 11 de agosto de 2025    | 1 temporada, 322 episódios  | Em exibição      |
| 12               | Resistirei                     | —                       | 1 temporada, 155 episódios  | Brevemente       |
| 13               | Vingança (telenovela           | —                       | 1 temporada, 217 episódios  | Brevemente       |